# Eugenia indica
Eugenia indica är en myrtenväxtart som först beskrevs av Robert Wight, och fick sitt nu gällande namn av Chithra. Eugenia indica ingår i släktet Eugenia och familjen myrtenväxter. IUCN kategoriserar arten globalt som starkt hotad. Inga underarter finns listade i Catalogue of Life.